# Tylophora secamonoides
Tylophora secamonoides är en oleanderväxtart som beskrevs av Ying Tsiang. Tylophora secamonoides ingår i släktet Tylophora och familjen oleanderväxter. Inga underarter finns listade i Catalogue of Life.